# Mot nya mål (album av Lasse Stefanz)
Mot nya mål är ett studioalbum från 1989 av det countryinspirerade dansbandet Lasse Stefanz. Albumet placerade sig som bäst på 32:a plats på den svenska singellistan.
För albumet fick bandet även en Grammis i kategorin "Årets dansband". 

## Låtlista
1. Mot nya mål
2. Lasse Målare
3. Por favor, señor
4. Kan jag få lov
5. Flickan vid vägen
6. Säg till när du är klar (Pick Me Up on Your Way Down)
7. Hallå du gamle indian
8. Jag glömmer aldrig melodin
9. Ensam i ett regn
10. Det ska blåsa nya vindar (Bahamas)
11. Tid att ta farväl (Curtain in the Window)
12. Sång om evig kärlek
13. En slant i min jukebox (Jones on the Jukebox)
14. Vill du bli min

## Listplaceringar
| Lista (1989-1990) | Topplacering |
| ----------------- | ------------ |
| Sverige           | 32           |

### Fotnoter
1. ↑  ”Danswebb”. Arkiverad från originalet den 5 mars 2016. https://web.archive.org/web/20160305061517/http://www.dans-web.nu/skivor/index.php?pid=view&ref_cd=225. Läst 9 juni 2011.
2. ↑  ”Grammis”. Arkiverad från originalet den 17 mars 2012. https://web.archive.org/web/20120317055524/http://www.ifpi.se/wp/wp-content/uploads/100428-lc-vinnare-genom-%C3%A5ren.pdf. Läst 1 maj 2011.
3. ↑  ”Listplacering”. http://www.swedishcharts.com/showitem.asp?interpret=Lasse+Stefanz&titel=Mot+nya+m%E5l&cat=a. Läst 1 maj 2011.